# 手塚弘道
手塚弘道（日语：／ Tezuka Hiromichi，10月5日—），日本男性配音員。出身於茨城縣。身高184cm。O型血。

## 人物簡介
remax所屬。興趣是拉麵店巡遊、特攝片鑑賞、蒐集洋服、模仿。特長有彈吉他、料理。

## 演出作品
※粗體字表示說明飾演的主要角色。

### 電視動畫
2010年
- 魔法禁書目錄II（天草式少年、羅馬正教·男）

2011年
- 轉吧！企鵝罐（站員、董事、黑衣男子）
- HUNTER×HUNTER (新版)（觀眾、警備員）

2012年
- 火影忍者疾風傳（忍、雲隠村的人們、軒猿眾）
- 戰國Collection（警官、三下2、電影工作人員）

2014年
- 鬼燈的冷徹（葡萄、實況、民谷伊右衛門、攝影師、獄卒、編集者、店員、五道轉輪王）
- 黑色子彈（伊熊將監）
- 白銀的意志 ARGEVOLLEN（ガルムツー、湯瑪斯）
- ALDNOAH.ZERO（司令官、飛行員、側近、操作員、火星操作員、火星士兵）
- 生存遊戲社（色狼）
- 舞力四射（Master T[2]）
- selector spread WIXOSS（編集、二瀨文緒的父親）
- 魔彈之王與戰姬（貴族、士兵、斥候、指揮官、奴隸、騎士、偵察兵）
- 尋找失去的未來（教師）
- SHIROBAKO（北條弘明）
- 四月是你的謊言（實行委員）

2015年
- 火影忍者疾風傳（風見）
- 舞力四射（情侶男性、機動隊員、博之、服務員）
- 四月是你的謊言（教師、觀眾）
- 暗殺教室（黑道）
- 無頭騎士異聞錄 DuRaRaRa!!×2（兄）
- ALDNOAH.ZERO 第2期（塞爾納其斯、火星操作員）
- 翻轉☆少女（鱷魚[3]、小偷、雙塔的騎士團幹部、Gidola姊姊、石上組員、團員）
- 在地下城尋求邂逅是否搞錯了什麼（神明A、門番A、奧克、巴伐利安）
- 食戟之靈（部下B、料理人C、尾藤良樹、通行人A、上班族、觀眾E）
- 惡魔高校D×D BorN（克魯澤雷·阿斯莫德）
- 亞爾斯蘭戰記（帕爾斯國民、士兵、側近、亞爾常格）
- 攻殻機動隊 ARISE ALTERNATIVE ARCHITECTURE（將校B）
- 鑽石王牌-SECOND SEASON-（大西照美）
- 御神樂學園組曲（評論家）
- 銀魂°（真選組隊員）
- 灰色的迷宮（電視主播）
- Chaos Dragon 赤龍戰役（村人）
- 亂步奇譚 拉普拉斯的遊戲（模仿犯、青年）
- 單色小姐 -The Animation- 2（音樂製作人）
- GATE 奇幻自衛隊（用賀剛）
- 戰姬絕唱SYMPHOGEAR GX（操作員B、演唱會工作人員A、鋼琴教師）
- 無頭騎士異聞錄 DuRaRaRa!!×2 轉（兄、須川）
- 學園孤島（男學生、客人B）
- 重裝武器（士兵、敵兵、飛行員、正統王國記者、情報同盟步兵、通信兵）
- 流浪神差 ARAGOTO（神器B）
- 落第騎士英雄譚（手下、學生）
- 機動戰士鋼彈 鐵血的孤兒（副官、鐵華團團員、男子、布魯瓦茲操作員）
- 彗星·路西法（士兵、飛行員、瑪吉·納吉拉、民兵、司機）
- 一拳超人（桃源團團員、電池人、英雄協會幹部、大背頭男、英雄協會特別審查委員、播報員、乘組員、面部美容男）
- 高校星歌劇（服裝工作人員）
- VALKYRIE DRIVE -MERMAID-（士兵）

2016年
- 重裝武器（TV人員、情報同盟將校）
- 機動戰士鋼彈 鐵血的孤兒（多爾特組合員、加拉爾霍恩士兵、卡魯塔部下、加特·澤奧、卡魯塔親衛隊）
- 疾走王子 Alternative（鷲見紀世斗[4]）
- Active Raid -機動強襲室第八係-（導演、統合自衛隊員）
- GATE 奇幻自衛隊（索沙爾的隨從、用賀剛）
- 舞武器·舞亂伎（舞武器警官）
- 幸運邏輯（亞倫·劉）
- Dimension W（布魯）
- 最弱無敗神裝機龍（野盗C）
- 她與她的貓 -Everything Flows-（旁白）
- 逆轉裁判 ～對這個「真相」，有異議！～（小中大）
- 文豪Stray Dogs（作業員、男子）
- 黑骸（次郎[5]、播報員）
- 飛翔的魔女（男子A）
- 食戟之靈 貳之皿（男性、男學生、男學生B）
- B-PROJECT ～鼓動＊Ambitious～（男性工作人員A、AD A）
- 亞爾斯蘭戰記 風塵亂舞（士兵、船員）
- TABOO TATTOO -禁忌咒紋-（活動到場者）
- Regalia 三聖星（作業員、衛兵）
- 發條精靈戰記 天鏡的極北之星（梅萊傑）
- Active Raid -機動強襲室第八係- 2nd（鎮守）
- 齊木楠雄的災難（松田一平、貓、男子學生D、男子學生C、編輯者A、年輕人B、不良B、改造人汽水俠羅夢音、SP2）
- 七大罪 聖戰的預兆（新郎）
- HEYBOT！（日语：ヘボット!）（2016～2017，MC螺絲／實況螺絲／說話螺絲、P、屋台機器人、馬汁）
- 時間飛船24（赤鬼、採訪記者、忍者、亞里斯多德團隊、沙悟淨 等）
- 魔法少女育成計劃（旁觀者B、混混A、奈緒子的丈夫）
- 輕拍翻轉小魔女（父親、研究員）
- 競女!!!!!!!!（佐佐木潤）
- ALL OUT!!（鹿島耕一郎[6]）
- Lostorage incited WIXOSS（店長、大學生）
- 超自然9人組（高藤編輯長、高中生）

2017年
- 幼女戰記（肖恩、助手）
- 風夏（教師、觀眾）
- 南鎌倉高校女子自行車社（自行車出租店店員、電車廣播）
- 亞人醬有話要說（加藤老師）
- 銀魂.（2017～2018，攘夷志士、解放軍士兵D）
- 鎖鏈戰記 ～赫克瑟塔斯之光～（吉伯特、吉繼）
- 龍的牙醫
- ACCA13區監察課（埃格雷）
- Rewrite 2nd Season -Moon篇 Terra篇-（作戰部長）
- 來自「没有榮耀的天才們」的故事（日语：栄光なき天才たち）（游泳社員C[7]）
- 愛麗絲與藏六（部下、電視、研究員）
- ID-0（社員1、作業員1、隊長）
- 快盜天使BREAK（體育教師）
- 劍姬神聖譚 在地下城尋求邂逅是否搞錯了什麼 外傳（團員、熊地精）
- 櫻花任務（攝影助手、藤吉郎[8]）
- 有頂天家族2（狸A）
- 咕嚕咕嚕魔法陣 (2017年版)（神官、土偶具象氣體、約古）
- 戰姬絕唱SYMPHOGEAR AXZ（廣播）
- 騎士&魔法（矮人D、貝克爾、士兵B）
- 妖怪公寓的優雅日常（混混A）
- 鬼燈的冷徹 第貳期（蘿蔔、亡者、同僚、五道轉輪王、八寒獄卒、奪魄鬼、小黑）
- 血界戰線 & BEYOND（打工的前輩）
- 少女週末授課（魚、魚〈骨頭〉）
- Infini-T Force（貝卡斯）
- Just Because！（老師、波留）
- 奇諾之旅 -the Beautiful World- the Animated Series（廚師D）
- 偵探歌劇 少女福爾摩斯 亞森華麗的欲望（電人M）

2018年
- 妖精森林的小不點（三木）
- 霸穹 封神演義（妖怪仙人）
- 牙鬥獸娘（北條）
- 七大罪 戒律的復活（多格德）
- OVERLORD II（戰士頭、戰士、町人、馬姆維斯特）
- 博多豚骨拉麵團（小弟）
- 擅長捉弄人的高木同學（五味）
- 酒鬼妹子（客人A）
- 龍王的工作！（雛鶴的職員A）
- 東京喰種:re（Torso）
- 極道超女（總長）
- 刀劍神域外傳Gun Gale Online（Saika、玩家）
- 最終休止符 -無止境的螺旋物語-（村人A、配送員、觀眾）
- 黃金神威（玉井伍長、剝製男、阿伊努男人、馬夫、看守）
- 飛龍女孩（宮川、自衛官B）
- 鋼彈創鬥者 潛網大戰（偽沙赫里亞爾的部下、蘭迪、駕駛）
- 鬼燈的冷徹 第貳期 其之貳（店員、店主、縛魄鬼、夜叉丸、狐、墨西哥玉米餅、獄卒、胖吉）
- OVERLORD III（食寢、修林根、水魚、高弟、沉重粉碎者·魔法詠唱者、哥布林暗殺隊 隊長、鮑里斯·阿克賽爾森）
- 天狼 Sirius the Jaeger（望月岳人）
- 後街女孩（電影製片人、偵探）
- 高分少女（工作人員、眼鏡男）
- 輕羽飛揚（裁判）
- 昴宿七星（玩家）
- 關於我轉生變成史萊姆這檔事（隨機殺人者、戈畢爾的部下B）
- JoJo的奇妙冒險 黃金之風（2018～2019，觀光客1、情報通黑幫、男性、毒販2）
- 隔壁的吸血鬼美眉（演員）
- 茜色少女（七瀨奈奈的生父）
- 閃亂神樂 -少女們的真影- 東京妖魔篇（政治家）
- 我讓最想被擁抱的男人給威脅了。（中多幸三郎）
- 軒轅劍·蒼之曜（死士）
- FAIRY TAIL Final Series（2018～2019，阿吉爾·拉姆爾[9]）

2019年
- 盾之勇者成名錄（下級官吏、拉芙塔莉雅的父親、副團長）
- 荒野的壽飛行隊（伊斯梅爾[10]）
- revisions（岡部防犯課長、警官3）
- 輝夜姬想讓人告白～天才們的戀愛頭腦戰～（上班族）
- 飛翔吧！戰機少女（操作員）
- Endro～！（鯖魚人2）
- 魔法少女特殊戰明日香（卡西亞諾夫）
- 不吉波普不笑（篠崎讓）
- 五等分的新娘（教師）
- 爆丸5星域爭霸（所有者）
- 南無阿彌陀佛！ -蓮台 UTENA-（巴士司機）
- 我們真的學不來（佐藤）
- BORUTO -火影新世代- NARUTO NEXT GENERATIONS-（怪盜老鼠）
- Fairy Gone（服務生、里斯卡部隊兵）2系列
- 賢者之孫（克萊斯·羅伊德）
- 鬼滅之刃
- 叛逆性百萬亞瑟王（黑衣人）
- 平凡職業造就世界最強（騎士A、騎士、兵士、部下）
- 炎炎消防隊（美香子的父親、操作員、第5隊員）
- 滿月之戰（警察）
- 毛球剛次郎（日语：けだまのゴンじろー）（機師）
- 女高中生的虛度日常（蘿莉的父親）
- 擅長捉弄人的高木同學2（五味）
- 普通攻擊是全體二連擊，這樣的媽媽你喜歡嗎？（主持人）
- 街角魔族（山羊頭怪物）
- 戰×戀（山田）
- 警視廳特務部特殊凶惡犯對策室第七課（日语：警視庁 特務部 特殊凶悪犯対策室 第七課 -トクナナ-）（須賀滿）
- No Guns Life（2019～2020，手下、部下、政府高官、指揮官）2系列
- 歌舞伎町夏洛克（田中黃熊）
- 這個勇者明明超TUEEE卻過度謹慎（龍族士兵）

2020年
- 籃球少年王（藤田）
- pet（日语：ペット (漫画)）（龍的部下）
- 索瑪麗與森林之神（粗暴者）
- 異種族風俗娘評鑑指南（暖呼呼生鮮蛋的客人）
- ARGONAVIS from BanG Dream! ANIMATION（DJ）
- 聆聽者（喬）
- Tomica Earth Granner 地球防衛隊（吉原優也、男性、猛獸先鋒野牛、國道茂）
- 格萊普尼爾（佐久間）
- DECA-DENCE（伊薩姆、Bug生化人C、父親、看守）
- 咒術迴戰（友人）
- 無能力者娜娜（郡聖哉[11]、委員）
- 熊熊勇闖異世界（加索、男冒險者、男冒險者B、倫多、士兵、冒險者公會職員、盜賊首領）
- 強襲魔女 ROAD to BERLIN（士官）

2021年
- 只有我能進入的隱藏迷宮（諾爾的父親、觀眾A、男學生A）
- 關於我轉生變成史萊姆這檔事 第2期（角新）
- 哥斯拉 奇異點（馬基塔·K·中川[12]、司機、評論員A、前任管制官、獵友會A）
- 關於我轉生變成史萊姆這檔事 轉生史萊姆日記（角新）
- EDENS ZERO 伊甸星原（慧智·修泰那）
- 戰鬥員派遣中！（大惡魔·男）
- 如果究極進化的完全沉浸RPG比現實還更像垃圾遊戲的話（獨眼的孩子）
- 瓦尼塔斯的手札（紳士B）
- 精灵幻想记（面具男、教官、蓋夏·馮特奴、店主、補佐官、卡拉斯基·炎、研究者、魔導士）
- 月光下的異世界之旅（艾魯德、米魯斯、北斗）
- 暮蟬悲鳴時卒（作業員）
- 死神少爺與黑女僕（魔女）
- 狂熱深淵 迷失的孩子（詹姆斯·張、隊員B、小混混B、亨格利·亞茲）
- 卡片戰鬥!! 先導者 overDress（大人、男）
- 世界盡頭的聖騎士（約翰、神官、冒險者）

2022年
- 擅長捉弄人的高木同學3（五味）
- 天才王子的赤字國家重生術（桀勒托）
- 秘密內幕～女警的反擊～（那須）
- JoJo的奇妙冒險 石之海（看守A）
- 勇者、辭職不幹了（客人A、哥布林A、海盜、月夜的狼嚎團團長、哥布林、部下A、魔族C）
- 青之蘆葦（堀田護、秋山圓心、長野樹、冴木）
- 盾之勇者成名錄 Season2（騎士團長、貴族）
- Healer Girl 歌癒少女（森嶋克也）
- 薔薇王的葬列（牛津）
- OVERLORD IV（軍務尚書、半藏首領、托蘭傑立德、伊格·洛基爾倫）
- SHINE POST（社長、客人、粉絲、店長、觀眾）
- 幕末替身傳說（荒木田左馬之助、藩兵長）
- D4DJ Double Mix（攝影師）
- 異世界藥局（審問官D、聖騎士）
- 人類毛病大學（所長、漁師A、田岡穰一、店員1、警官B、荷西）
- 不道德公會（巨大史萊姆、威爾·提爾、山貓、勇猛牛、醫師、肉店老闆、莫諾托里、老爺爺）
- 轉生就是劍（藍德爾、巨型哥布林①、巴爾茲）
- 菜鳥鍊金術師開店營業中（艾德爾巴特·洛采）

2023年
- 轉生公主與天才千金的魔法革命（薩蘭·梅奇、魔法省官員A、幹部A）
- 為了養老，我要在異世界存8萬枚金幣（守衛、伊阿布斯）
- REVENGER（華生屋）
- 被解僱的暗黑士兵（30多歲）慢生活的第二人生（賽夏[13]）
- BLUE LOCK 藍色監獄（教練）
- 不相信人類的冒險者們好像要去拯救世界（唐尼）
- 吸血鬼馬上死2（三木）
- EDENS ZERO 伊甸星原 第2期（慧智·修泰那[14]）
- 熊熊勇闖異世界PUNCH！（雷姆、戈爾德、冬也、古修、萊昂納多）
- 甜點轉生（會場的聲音、盜賊4、賊4、韋斯滕、貴族、側近B、貴族3）
- AI電子基因（欺詐師A、學生A、情侶男、惡男朋友A、侍者機器人、解說、大叔患者、車內導航AI）
- Lv1魔王與獨居廢勇者（年輕人A、蘇吉塔尼、職員A）
- 轉生成自動販賣機的我今天也在迷宮徘徊（卡納西的魔道具技師、追手A）
- 間諜教室
- BLEACH 千年血戰篇-訣別譚-（死神）
- 勇者赫魯庫（觀眾）
- Paradox Live THE ANIMATION（不良、黑醫生）
- 狩龍人拉格納（軍人、街上的人、銀器兵、銀器兵團）
- 大小姐和看門犬（眼鏡）
- 葬送的芙莉蓮（大猩猩戰士）

2024年
- 狩龍人拉格納（米特蘭伍長、魔法士）
- 輪迴第7次的惡役令孃，在前敵國享受自由自在的新娘生活（切斯塔、艾爾米提國王、維爾曼男爵、騎士）
- 佐佐木與文鳥小嗶（超能力者、獸人、警官、白衣男、局員）
- 因為不是真正的夥伴而被逐出勇者隊伍，流落到邊境展開慢活人生2nd（奇基斯）
- 藥師少女的獨語（醫官）
- 月光下的異世界之旅 第二幕（學生、隊員、米諾塔洛斯）
- 神明渴求著遊戲。（記者、使徒、大火球生物）
- 轉生為第七王子，隨心所欲的魔法學習之路（衛兵）
- 我回來了、歡迎回家（佐久間匡）
- 夜櫻家大作戰（壯漢、福郎、耳釘男、老師、不良、反動派、田中老師、波特）
- 吸血鬼男子宿舍（面具前輩、吸血鬼A）
- 從Lv2開始開外掛的前勇者候補過著悠哉異世界生活（自警團男①）
- 杖與劍的魔劍譚（學生）
- 【我推的孩子】 第2期（編輯）
- 關於我轉生變成史萊姆這檔事 第3期（角新）
- 異世界悠閒紀行～邊養娃邊當冒險者～（魯道夫）
- Delico's Nursery（蘇拉）
- 刀劍神域外傳 Gun Gale Online II（玩家、T-S）
- 地。-關於地球的運動-（異端者）
- 星辰墜落之國的妮娜（重臣1、部下2）
- 最狂輔助職業【話術士】世界最強戰團聽我號令（試驗官）
- 精靈幻想記2（卡拉斯基·炎〈回想〉）

2025年
- 我的幸福婚約 第二季 （商店店主）
- 魔農傳記 FARMAGIA（エーダ[15]）

### OVA
2013年
- 暗殺教室（龍樹）[注 1]

2014年
- 漫畫家與助手 迷你OVA（老師）

2015年
- 四月是你的謊言（工作人員）[注 2]
- 噬血狂襲 女武神的王國（SP）

2016年
- 食戟之靈 塔克米下町之戰（男性客人）[注 3]
- 亞爾斯蘭戰記「友情之宴」（客人）

2017年
- 噬血狂襲Ⅱ「逃亡的第四真祖篇Ⅱ」（島上守衛）
- 噬血狂襲Ⅱ「咎神騎士篇Ⅰ」（自衛隊員）
- 噬血狂襲Ⅱ「咎神騎士篇Ⅱ」（自衛隊員）
- 食戟之靈 貳之皿「遠月十傑」（男學生）

2019年
- 我們真的學不來！（佐藤）[注 4]
- Re:從零開始的異世界生活 冰結之絆（恰普的部下）

### 電影動畫
2012年
- 福音戰士新劇場版：Q

2013年
- 攻殼機動隊 ARISE（9課人員B）

2015年
- 好想大聲說出心底的話。（岩田晉一[16]）

2016年
- 劇場版 偵探歌劇 少女福爾摩斯 ～逆襲的福爾摩斯～（廣播）

2017年
- 虐殺器官[17]
- NO GAME NO LIFE 遊戲人生 -零-（幽靈）

2018年
- 文豪Stray Dogs DEAD APPLE（青木卓一）
- 窈窕淑女 後篇 ～花樣的東京大浪漫～（記者）

2019年
- 劇場版 幼女戰記（士兵）

2020年
- 劇場版 高校艦隊（白海豚副長）
- 劇場版 Fate/Grand Order -神聖圓桌領域卡美洛- 前篇 Wandering; Agateram（難民男）

### 網路動畫
2014年
- 霹靂總教練（黑木龍次）

2016年
- 怪物彈珠（站員）

2017年
- 夢王國與沉睡中的100位王子殿下 短篇動畫（須墨）
- 少女週末授課（魚、魚〈骨頭〉）

2018年
- HEYBOT！（DVD／BD版）（日语：ヘボット!）（PG）
- A.I.C.O.：化身（竹原拓磨）
- 約束的七夜祭（日语：約束の七夜祭り）（大將平野源右衛門）

2019年
- ZENONZARD THE ANIMATION（日语：ゼノンザード）（學生B）
- 鋼彈創戰潛行者Re:RISE（パネラー）
- 齊木楠雄的災難 再啟動篇（藍澤）

2020年
- 副本：義體置換（日语：Richard K. Morgan） Hayashi（Netflix）
- 爆丸 裝甲聯盟（艾利森）
- 攻殻機動隊：SAC 2045（∞男、無面人）

### 遊戲
2011年
- inFAMOUS 2
- 謎惑館 ～隨音逐流～（日语：謎惑館 〜音の間に間に〜）
- 天啟之王（日语：ロード オブ アポカリプス）

2014年
- 聖靈家族 小小的愛戀！（奧力佛[18]）
- 魔法氣泡!! Quest（日语：ぷよぷよ!!クエスト）（彌諾陶洛斯[19]）

2015年
- 憂世之志士（日语：憂世ノ志士・憂世ノ浪士）（湯瑪斯·B·葛洛弗）
- 憂世之浪士（湯瑪斯·B·葛洛弗）
- 不可思議編年史 不獲勝利絕不回頭（日语：片道勇者）（艾爾多[20]）
- 疾走王子（柿倉健吾、鷲見紀世斗[21]）

2016年
- 一血卍傑（クウヤ）
- 白貓Project（アゾート·ヘルメス）
- 魔物獵人物語（主角）

2017年
- 雞尾酒王子（日语：カクテル王子）（螺絲起子）

2018年
- 審判之眼：死神的遺言
- 聖劍傳說2 SECRET of MANA（西克[22]）
- 問答RPG 魔法使與黑貓維茲（·V）

2020年
- 人中之龍7 光與闇的去向

### 外語配音
※作品依英文名稱及英文原名排序。

#### 電影
- 想愛趁現在（英语：A Little Bit of Heaven (2011 film)）（Peter）
- 星夢情深（Emerald〈Willam Belli 飾演〉[23]）
- 屍蹤（英语：Abandoned (2010 film)）（Kevin）
- 密探（橋本〈嚴泰谷 飾演〉）
- 世紀戰魂（Tarak〈Riz Ahmed 飾演〉）
- 仙履奇緣 (2015年電影)（Phineus的助手[24]）
- 打抱不平（英语：Dachimawa Lee）（洋蔥）
- 黑塔（Pimli〈Fran Kranz 飾演〉）
- 尋找完美先生（Finding Mr.Destiny）
- I型起源（Kenny〈Steven Yeun 飾演〉）
- 血域燃燒（英语：In the Blood (2014 film)）（Derek Grant〈Cam Gigandet 飾演〉）
- 喬納森（英语：Jonathan (2018 film)）（Ross Craine〈Matthew Bomer 飾演〉）
- 格鬥天王 (2009年電影)（Rugal Bernstein）
- 幸運緣是妳（Bartender）
- 瘋狂麥斯：憤怒道（Rip Saws戰士）
- 王牌巨猩（NC代表）
- 壁花少年（Bob）
- 歌喉讚（Luke）
- 一級玩家（捲毛研究員[25]）
- 高富帥俱樂部（Hugo Fraser-Tyrwhitt〈Sam Reid 飾演〉）
- 車警官（金善浩〈李洙赫 飾演〉）
- Scourge（Scott）
- 性福療程（Matt〈James Martinez 飾演〉）
- 殭屍教戰守則（Jeff〈Patrick Schwarzenegger 飾演〉）
- 石牆風暴（Trevor〈Jonathan Rhys Meyers 飾演〉[26]）
- 忍者龜：變種世代（被害士兵）
- 從地心竄出5

#### 電視影集
- 逝者之證 (第2季)（David）
- 博基亞家族
- 燦爛的遺產（李篠恩）
- 我們能結婚嗎？（Jeon Sang-Jin）
- 孔子傳
- CSI犯罪現場：紐約
- 美女上錯身（Margaret O'Brien）、（第2季：Frank）
- 18．29（Chi-soo〈申久 飾演〉）
- 殺手信徒
- 危機邊緣
- 歡樂合唱團（Joseph "Joe" Hart）
- 我愛夏莉（Derek）
- 信義（千音子〈成勛 飾演〉）
- 實習醫生 (第9季)（Jason）
- Jo（英语：Jo (TV series)）（Alex Langlois）
- K.C. Undercover（英语：K.C. Undercover）（Brett Willis〈Ross Butler 飾演〉）
- 法網遊龍：英國（英语：Law & Order: UK）（Joe）
- 偷天任務 (第4季)（Oswald）
- 別對我撒謊（Benito、Joe、Wheels）
- 始祖家族（Josh）
- 當鋪之星（英语：Pawn Stars）（Mark）
- 疑犯追蹤
- 武士戰隊（マディモット）
  - 超級武士戰隊（Switch Beast）
- 美少女的謊言
- 越獄風雲 (第3季)（Escamilla）
- 私人診所
- 復仇
- 反恐特警組（Victor Tan〈David Lim 飾演〉[27]）
- 閉嘴！花美男樂團（張道日〈李鉉在 飾演 〉）
- 三國（毛玠、吳質、劉琦）[注 5]
- 命運觸控點 (第2季)（Vicente）
- 扭曲的青春（英语：Twisted (TV series)）（Tyler）

#### 動畫
- 探險活寶
- 鬼靈精（新聞男子[28]）
- 小腳怪（Mark[29]）

### 廣播劇
- 雙重女主角（日语：AKB48秋元才加・宮澤佐江のうっかりチャンネル）（北生小次郎，文化放送）

### 旁白
廣告
- 紹羅Q ！

PV
- 生贄之夜（日语：イケニエノヨル）
- 紹羅Q ！

### 電影
- 正宗哥吉拉（聲音出演）[30]

### 舞台
- 風吹
- 灰姑娘的故事（日语：シンデレラストーリー）

### 其它
- 城崎廣告（日语：城崎広告）（2017年，夕永俊介）

## 音樂作品

### 角色歌曲
| 發行日期 | 標題                                       | 名義                                                                       | 曲名               | 備註                                       |
| 2015年   | 2015年                                     | 2015年                                                                     | 2015年             | 2015年                                     |
| -------- | ------------------------------------------ | -------------------------------------------------------------------------- | ------------------ | ------------------------------------------ |
| 9月16日  | 好想大聲說出心底的話。 Original Soundtrack | 少女［仁藤菜月（雨宮天）］、街上人群                                       | 「word word word」 | 電影動畫《好想大聲說出心底的話。》劇中歌曲 |
| 9月16日  | 好想大聲說出心底的話。 Original Soundtrack | 少女（心之聲）［成瀨順（水瀨祈）］、玉子［田崎大樹（細谷佳正）］、世界的人 | 「」               | 電影動畫《好想大聲說出心底的話。》劇中歌曲 |

## 腳註

## 外部連結
- 株式會社remax公式官網的聲優簡介 （页面存档备份，存于） （日語）
- （日語）－手塚弘道的官方個人部落格。
- 手塚弘道的X（前Twitter） （日語）